# Betelgeuze (stripreeks)
Betelgeuze is een Franse vijfdelige sciencefictionstripreeks die zich afspeelt op de planeet Betelgeuze. Leo stond in voor zowel het tekenwerk als scenario.
Betelgeuze is een tweede cyclus van De Werelden Van Aldebaran. De eerste cyclus Aldebaran, de derde cyclus Antares en de vierde cyclus overlevenden maken deel uit van het verhaal.

## Albums
1. De Planeet (2000)
2. De overlevenden (2001)
3. De expeditie (2002)
4. De grotten (2003)
5. De ander (2005)